# Saint-Jean (Anniviers)
Saint-Jean (toponimo francese) è una frazione di 244 abitanti del comune svizzero di Anniviers, nel Canton Vallese (distretto di Sierre).

## Geografia fisica
Saint-Jean si trova nella Val d'Anniviers ed è bagnato dal fiume Navizence.

## Storia

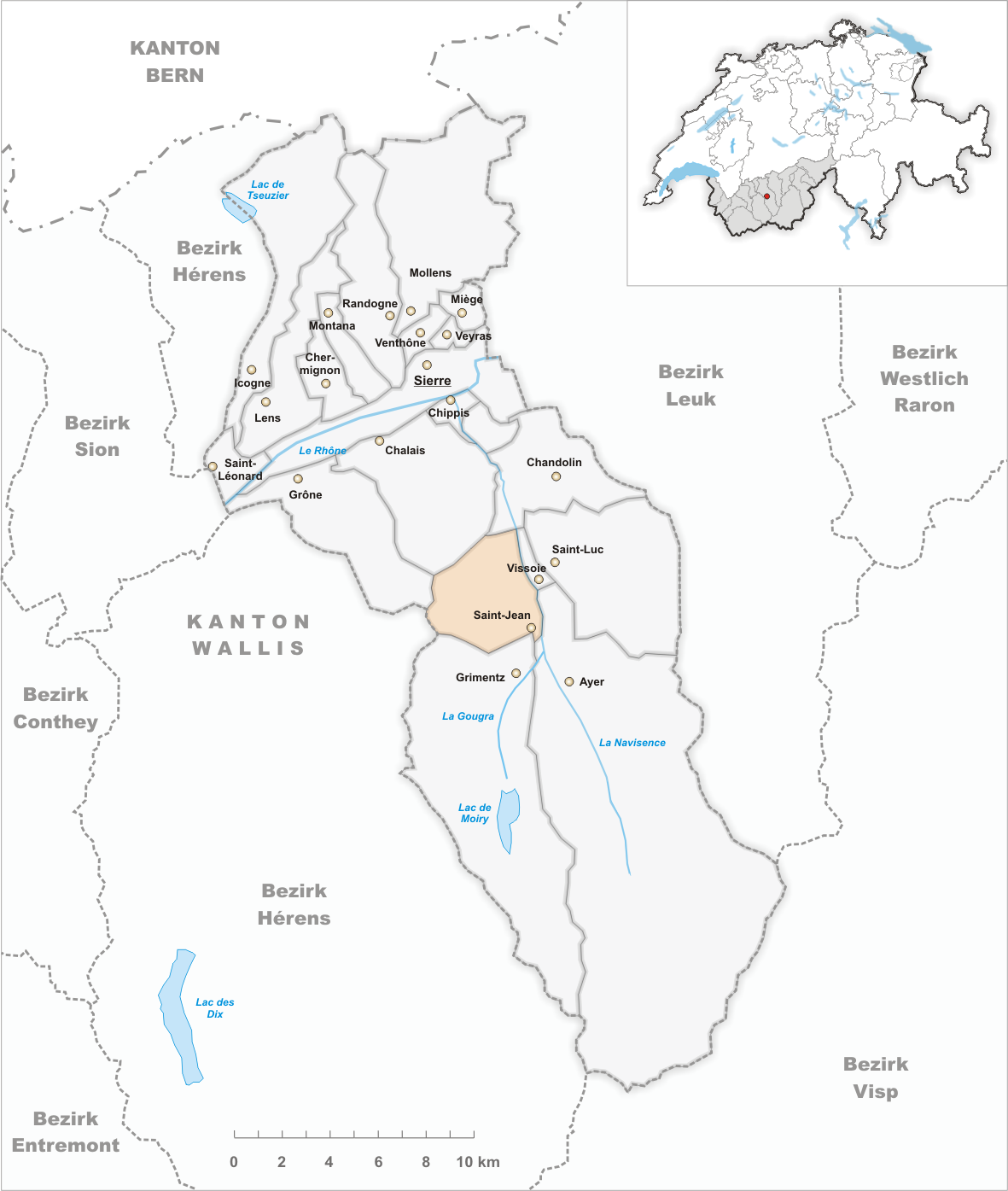
Il territorio del comune di Saint-Jean prima degli accorpamenti comunali del 2009

Già comune autonomo che si estendeva per 15,5 km² e che comprendeva anche le frazioni di Les Frasses, Mayoux e Pinsec, nel 2009 è stato accorpato agli altri comuni soppressi di Ayer, Chandolin, Grimentz, Saint-Luc e Vissoie per formare il nuovo comune di Anniviers.

## Monumenti e luoghi d'interesse
- Cappella di San Giovanni Battista, eretta nel 1661[1].

## Società

### Evoluzione demografica
L'evoluzione demografica è riportata nella seguente tabella:
Abitanti censiti

## Amministrazione
Ogni famiglia originaria del luogo fa parte del cosiddetto comune patriziale e ha la responsabilità della manutenzione di ogni bene ricadente all'interno dei confini della frazione.